# Wilhelm Hintersatz
Wilhelm Hintersatz (ur. 26 maja 1886 w Senftenbergu, zm. 29 marca 1963) – niemiecki wojskowy, pisarz, specjalista do spraw tureckich, oficer Waffen-SS, dowódca Wschodniotureckiego Związku Bojowego Waffen-SS pod koniec II wojny światowej

## Życiorys
Służył w armii niemieckiej. W 1905 awansował do stopnia podporucznika, zaś w 1914 r. porucznika. Brał udział w I wojnie światowej. Służył jako adiutant w 9 Brygadzie Piechoty. Otrzymał Żelazny Krzyż 1 i 2 klasy. W 1915 r. został kapitanem. Przeszedł do lotnictwa wojskowego. Od 1916r. dowodził eskadrą lotniczą. Na początku 1917 r. służył w sztabie III Korpusu Armijnego w Finlandii. Zajmował się szkoleniem fińskich ochotników do walki z Rosjanami. Następnie był adiutantem w sztabie 254 Dywizji Piechoty, a potem 21 Dywizji Landwehry. We wrześniu 1917 r. w składzie niemieckiej misji wojskowej przybył do Turcji. Pełnił początkowo funkcję instruktora wojskowego. Następnie został doradcą gen. Enwera Paszy. W 1918 r. powrócił do Niemiec. Służył w jednym z freikorpsów. W 1919 r. przeszedł na islam, przyjmując imię Harun al-Raszid bej. W 1932 r. napisał książkę pt. Marschall Liman von Sanders Pascha und sein Werk. W 1939 r. ponownie wstąpił do Wehrmachtu. W stopniu majora pełnił funkcję oficera do specjalnych poruczeń w Oberkommando der Wehrmacht (OKW). W 1940 r. opublikował kolejną książkę pt. Schwarz oder Weiß? 30 czerwca 1944 r. przeszedł do Waffen-SS, pomimo że nie był członkiem NSDAP. Awansował na SS-Sturmbannführera, a następnie SS-Obersturmbannführera. Od 1 października tego roku w stopniu SS-Standartenführera dowodził Wschodniotureckim Związkiem Bojowym Waffen-SS. Po dezercji kilkuset żołnierzy na czele z Waffen-Obersturmführerem SS Gulamem Alimowem pod koniec grudnia, SS-Standartenführer W. Hintersatz na pocz. stycznia 1945 r. został pozbawiony dowództwa. Przeniesiono go do Głównego Urzędu SS, w którym objął funkcję szefa wydziału A-I. Po zakończeniu wojny napisał 2 książki pt. Achtung! Erdstrahlen sind Gefahr für Mensch, Tier und Pflanzenhaltung! Die Wünschelrute warnt! Eisenschmidt (1952) i Aus Orient und Occident – Ein Mosaik aus buntem Erleben. Deutscher Heimat-Verlag (1954).